# Friedrich von Kesseler

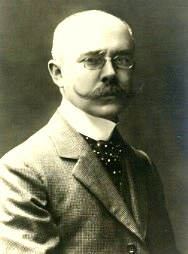
Friedrich von Kesseler

Friedrich Hubert Hermann Heinrich von Kesseler (geboren 9. Juli 1867 auf Haus Vogelsang bei Vogelsang (Köln); gestorben 4. April 1940 in Pattern) war ein preußischer Landrat im Kreis Monschau (1905 bis 1917) und nachfolgend im Kreis Eupen (1917 bis 1920).

## Leben

### Herkunft
Friedrich von Kesseler war ein Nachkomme einer jülichschen Familie. Seine Eltern waren der Rittergutsbesitzer Franz von Kesseler (* 21. Januar 1830) und dessen Ehefrau Klara von Kesseler, geborene Simons (* 8. Februar 1827). Sein Onkel war der Reichstagsabgeordnete Eugen von Kesseler.

### Ausbildung
Nach dem Besuch der Höheren Stadtschule in Ahrweiler und der Gymnasien in Koblenz und Düren legte er 1889 die Reifeprüfung ab. Es folgte ein Studium der Rechts- und Staatswissenschaften an den Universitäten in Louvain, München, Freiburg im Breisgau, Berlin und Bonn von 1889 bis 1892, ehe er am 4. November 1893 die erste juristische Prüfung ablegte. Nach seiner Vereidigung zum Gerichtsreferendar am 21. November 1893 setzte er seine juristische Ausbildung beim Amtsgericht Opladen und dem Landgericht Köln fort und trat dann mit dem 21. November 1895 und unter Ernennung zum Regierungsreferendar in den preußischen Verwaltungsdienst über. Dort fand er Beschäftigung bei den Königlich Preußischen Regierungen in Aachen und Hannover, bevor er nach Ablegung der Großen Staatsprüfung und Ernennung zum Regierungsassessor (10. März 1899) zunächst als Hilfsarbeiter dem Landratsamt des Kreises Düren zur Beschäftigung überwiesen wurde und am 19. Dezember 1901 an das Polizeipräsidium Breslau wechselte.

### Werdegang
Auf Grund der Versetzung des bisherigen Landrats des Kreis Monschau, Theodor von Guérard, als Regierungsrat an das Oberpräsidium der Rheinprovinz zum 1. April 1905, wurde Friedrich von Kesseler am 21. März 1905 ab diesem Zeitpunkt mit der kommissarischen Verwaltung des Landratsamts beauftragt. Seine definitive Ernennung als Landrat des Kreises Monschau folgte am 1. Juni 1906. Er verblieb in dieser Stellung bis zu Beginn des vierten Kriegsjahrs des Ersten Weltkriegs. 
Nachdem der Landkreis Eupen seit der Versetzung in den einstweiligen Ruhestand seines letzten Landrats, Walter The Losen, zum 6. August 1914 nur mehr auftragsweise oder kommissarisch verwaltet worden war, zuletzt von Friedrich von Zitzewitz, wurde von Kesseler mit Erlass vom 28. September 1917 mit der kommissarischen Verwaltung beauftragt. Sein neues Amt zum 9. Oktober übernehmend, erhielt er noch vor Kriegsende am 23. Juli 1918 seine formelle Versetzung nach Eupen. Während der Kreis Eupen als Folge des Friedensvertrags von Versailles zu Beginn des Jahres 1920 an das Königreich Belgien fiel, wurde Friedrich von Kesseler durch Erlass vom 17. August 1920 zum 1. September in den Ruhestand versetzt.

## Familie

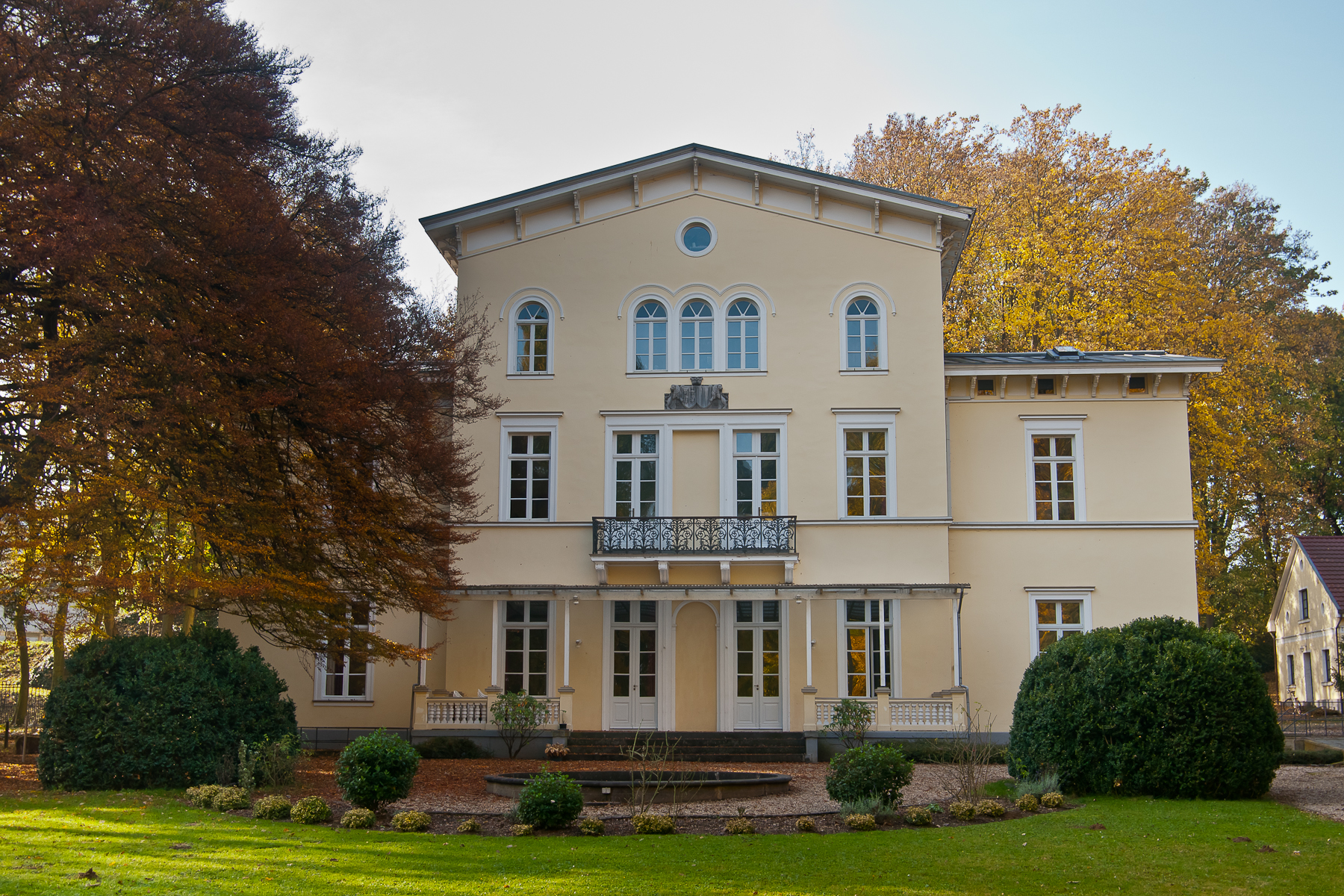
Haus Wittgenstein

Der Katholik Friedrich von Kesseler heiratete am 26. November 1902 in Köln Theresia von Wittgenstein (geboren am 29. März 1880 auf Haus Loo; gestorben 5. Dezember 1927 in Bonn), eine Tochter des Rittergutsbesitzers Otto von Wittgenstein und dessen Ehefrau, Huberta von Wittgenstein, geborene Kocks. Heinrich von Wittgenstein war ihr Urgroßvater. Ein älterer Bruder von ihm war Maximilian von Kesseler, der ebenfalls Landrat war.
Nach dem Tod seiner verwitweten und kinderlosen Schwägerin Sibylle von Wittgenstein erbten Friedrich von Kessler und seine Frau das Haus Wittgenstein in Roisdorf. Sie ließen daraufhin einen Grenzstein mit den Initialen „vK“ aufstellen und ein neues schmiedeeisernes Gitter mit dem Wappen der Familie Kesseler und der Jahreszahl 1918 anfertigen. Später wurde das Haus an Friedrich Franz Freiherr von Proff-Irnich von Kesseler (1905–1984) vererbt, nach dessen Tod die Anlage durch die Erbengemeinschaft an die Partei Bündnis 90/Die Grünen verkauft wurde.